# Tulio
Il tulio è l'elemento chimico di numero atomico 69 e il suo simbolo è Tm.
È uno dei lantanoidi ed è il più raro di tutti. È un metallo lucido, grigio-argenteo, molto tenero (si può tagliare con un coltello): è duttile e facilmente lavorabile. In aria secca ha una certa resistenza alla corrosione. In natura il tulio è composto interamente dell'unico isotopo stabile 169Tm.

## Applicazioni
Il tulio è stato usato per creare dei laser, ma gli alti costi di produzione hanno scoraggiato lo sviluppo commerciale di questo tipo di applicazione. Altri usi, attuali o potenziali:
- Se il tulio stabile (169Tm) viene bombardato da una sorgente di neutroni, diviene una fonte di radiazioni per dispositivi portatili a raggi gamma da impiegarsi nei controlli non distruttivi industriali.
- L'isotopo instabile 171Tm può essere usato come fonte di energia.
- Il tulio può essere potenzialmente usato nei materiali magnetici ceramici detti ferriti, usate nei dispositivi a microonde.

## Storia
Il tulio fu scoperto dal chimico svedese Per Teodor Cleve nel 1879 mentre cercava impurità negli ossidi di altri elementi del gruppo delle terre rare (lo stesso metodo che aveva usato Carl Gustav Mosander per scoprire alcuni altri elementi delle terre rare) Cleve iniziò rimuovendo tutti i contaminanti noti dell'erbia (Er2O3) e dopo alcuni trattamenti addizionali ottenne due nuove sostanze, una marrone e una verde. La sostanza marrone si rivelò essere ossido di olmio e venne perciò da lui battezzata olmia, mentre la sostanza verde era l'ossido di un elemento sconosciuto. Cleve battezzò tulia l'ossido e tulio l'elemento, in omaggio a Thule, un nome con cui gli antichi greci indicavano una leggendaria terra all'estremo nord, forse la Scandinavia o l'Islanda.

## Disponibilità
Questo elemento non si trova mai puro in natura, ma è presente in piccole quantità nei minerali con altre terre rare. Si estrae soprattutto dalle sabbie fluviali di monazite (~0,007% di tulio) con metodi di scambio ionico. Nuove tecniche di scambio ionico e di estrazione con uso di solventi hanno condotto ad una più facile separazione delle terre rare, per cui di recente il costo del tulio si è notevolmente ridotto. Il metallo si può isolare tramite riduzione del suo ossido con lantanio metallico o con calcio in un recipiente chiuso. Nessun composto del tulio ha finora importanza commerciale.

## Isotopi
In natura il tulio è composto di un solo isotopo stabile, 169Tm (abbondanza naturale 100%). Sono stati studiati 31 radioisotopi del tulio, di cui i più stabili sono il 171Tm con emivita di 1,92 anni, il 170Tm con emivita di 128,6 giorni, il 168Tm con emivita di 93,1 giorni e il 167Tm con emivita di 9,25 giorni. Tutti gli altri isotopi radioattivi hanno emivite di meno di 64 ore, e anzi la gran parte di essi ha una emivita che non supera i 2 minuti. Questo elemento ha anche 14 stati metastabili, di cui i più stabili sono il 164mTm (t½ 5,1 minuti), il 160mTm (t½ 74,5 secondi) e il 155mTm (t½ 45 secondi).
Gli isotopi del tulio hanno un peso atomico che va da 145,966 (146Tm) a 176,949 (177Tm). Il modo di decadimento principale prima dell'isotopo stabile 169Tm, è la cattura elettronica, mentre il modo di decadimento principale dopo di esso è l'emissione beta. I principali prodotti di decadimento prima del 169Tm sono isotopi dell'elemento 68 (erbio), e i prodotti principali dopo di esso sono isotopi dell'elemento 70 (itterbio).

## Precauzioni
Come per gli altri lantanoidi, i composti di tulio sono considerati mediamente o poco tossici. La polvere di tulio metallico può incendiarsi ed esplodere.